# Złoty Potok (dopływ Łomnicy)
Złoty Potok (niem. Grosse Seifen) – potok górski, lewy dopływ Łomnicy o długości około 2,2 km.
Potok płynie w Sudetach Zachodnich, w Karkonoszach, w woj. dolnośląskim na terenie Karkonoskiego Parku Narodowego. W części źródliskowej składa się z trzech strumieni, wypływających wachlarzowo, na wysokości około 1380 m n.p.m., z porośniętej kosodrzewiną środkowej części stoku Białego Jaru, które po kilkudziesięciu metrach łączą się w jeden potok. Potok w środkowym i dolnym biegu płynie stromą, V-kształtną doliną, lasem regla górnego, w kierunku Łomnicy, do której wpada na wysokości ok. 870 m n.p.m., na południowy zachód od Karpacza. Zasadniczy kierunek biegu potoku jest północno-wschodni. Jest to potok górski zbierający wody z zachodnich zboczy Kopy i wschodnich zboczy Złotego Stoku. Potok o kamienistym korycie z progami, o wartkim prądzie, w okresach wzmożonych opadów i wiosennych roztopów.